# Lui Farias
Luis Mario Chicharo de Farias, conhecido como Lui Farias (Nova Friburgo, 9 de setembro de 1958), é um cineasta e ator brasileiro, filho do também cineasta Roberto Farias.

## Biografia
De família cinematográfica, Lui é filho do diretor e produtor Roberto Farias. Seus irmãos são também cineastas, Mauro Farias e Maurício Farias. É sobrinho do ator e diretor Reginaldo Faria, do produtor Riva Farias e do produtor Rogério Farias. O ator Marcelo Faria e o diretor Regis Faria são seus primos. Ou seja, Lui cresceu em ambiente cinematográfico. Desde 1987 é casado com Paula Toller, a vocalista da banda Kid Abelha, com quem tem um filho, Gabriel Farias, nascido em dezembro de 1989, dois anos após a união do casal.
Estreou no cinema como ator, ainda aos dez anos, atuando ao lado dos irmãos Mauro e Maurício em "As Aventuras Com Tio Maneco", produção de seu pai e direção de Flávio Migliaccio. 
Foi assistente de direção de "Pra Frente, Brasil" (direção de Roberto Farias) e "Aguenta, Coração", dirigido pelo tio Reginaldo. Em 1985, estreou na direção em "Com Licença, Eu Vou à Luta", visto por mais de um milhão de espectadores e baseado no livro best-seller de Eliane Maciel. 
Em 1987, dirigiu o policial "Lili, a Estrela do Crime", em que inovava a narrativa com uma estética próxima aos quadrinhos e "Os Porralokinhas" marcou sua volta à direção depois de vinte anos sem filmar. Em 2015, rodou Minha Fama de Mau, contando a biografia de Erasmo Carlos.
Farias dirigiu diversos videoclipes da banda Kid Abelha, e ao lado de George Israel e Paula compôs as canções "Combinação", "La Nouveauté", "Grand' Hotel", "Todo Meu Ouro" e "No Seu Lugar".

## Filmografia
| Ano  | Filme                      | Função                      |
| ---- | -------------------------- | --------------------------- |
| 1971 | Aventuras com Tio Maneco   | (ator)                      |
| 1982 | Pra Frente Brasil          | (diretor assistente, ator)  |
| 1984 | Aguenta, Coração           | (diretor assistente)        |
| 1986 | Com Licença, Eu Vou à Luta | (diretor e autor)           |
| 1988 | Lili, a Estrela do Crime   | (diretor e autor)           |
| 2006 | Os Porralokinhas           | (diretor, produtor e autor) |
| 2015 | Minha Fama de Mau          | (diretor)                   |

## Prêmios e indicações
| Ano  | Festival                           | Filme                      | Indicação         | Resultado | Ref.        |
| ---- | ---------------------------------- | -------------------------- | ----------------- | --------- | ----------- |
| 1986 | Festival de Gramado                | Com Licença, Eu Vou à Luta | Melhor Roteiro    | Venceu    | [ 4 ]       |
| 1986 | Festival de Gramado                | Com Licença, Eu Vou à Luta | Filme             | Indicado  |             |
| 2020 | Grande Prêmio do Cinema Brasileiro | Melhor Roteiro Adaptado    | Minha Fama de Mau | Indicado  | [ 5 ] [ 6 ] |